# Kepler-37d
Kepler-37d de es un planeta extrasolar descubierto por el telescopio espacial Kepler en 2013. Con un período orbital de 39 días, que se encuentra a 210 años luz de distancia, que orbita su estrella padre Kepler-37 en la constelación Lyra. Su tamaño es de dos veces el radio de la Tierra.
Kepler-37 d es el planeta más externo en un sistema de tres planetas descubierto por Kepler.  La NASA le ha dado al sistema planetario el identificador alternativo UGA-1785 en honor de la Universidad de Georgia.